# Ugly
Ugly – drugi singiel zespołu Sugababes z ich czwartego studyjnego albumu Taller in More Ways. Wydany w grudniu 2005, dotarł do 3 miejsca na brytyjskiej liście przebojów.

## Informacje
Tekst do piosenki napisały członkinie zespołu Sugababes (Mutya Buena, Keisha Buchanan i Heidi Range), a swój wkład miał także Dallas Austin, który wyprodukował piosenkę.

### Lista utworów
| #                          | Tytuł                                 | Długość |
| -------------------------- | ------------------------------------- | ------- |
| Międzynarodowy Singel CD   |                                       |         |
| 1.                         | "Ugly"                                | 3:53    |
| 2.                         | "Future Shokk"                        | 4:05    |
| 3.                         | "Ugly (The Desert Eagle Discs Remix)" | 4:13    |
| 4.                         | "Ugly (Suga Shaker Vocal Mix)"        | 5:42    |
| 5.                         | "Ugly" (Video)                        | 3:53    |
| Wydany w Wielkiej Brytanii |                                       |         |
| 1.                         | "Ugly"                                | 3:53    |
| 2.                         | "Come Together"                       | 3:52    |
| 3.                         | "Ugly (The Desert Eagle Discs Remix)" | 4:13    |
| 4.                         | "Future Shokk"                        | 4:05    |
| 5.                         | "Ugly (Suga Shaker Vocal Mix)"        | 5:42    |
| 6.                         | "Ugly" (Video)                        | 3:53    |

## Listy przebojów
| Lista           | Pozycja | Sprzedaż |
| --------------- | ------- | -------- |
| Polska          | 2       |          |
| Wielka Brytania | 3       | 111,900  |
| Nowa Zelandia   | 5       |          |
| Holandia        | 7       |          |
| Norwegia        | 9       |          |
| Europa          | 11      |          |
| Irlandia        | 12      |          |
| Australia       | 13      | 30,000   |
| Niemcy          | 31      |          |